# Mercado Público de Petrópolis
O Mercado Público de Petrópolis, ou simplesmente Mercado de Petrópolis, é um mercado localizado na Avenida Hermes da Fonseca, próximo a Praça das Flores, na cidade de Natal, capital do estado do Rio Grande do Norte.
O Mercado de Petrópolis é um dos mais tradicionais, e mais antigos, mercados públicos de Natal e conta com 56 boxes que contém lojas de artesanato, restaurantes, sebos, confecções, moda praia, oficina de restauração de peças antigas e lojas de antiguidades.

## Reforma
Não se sabe ao certo quantas por quantas reformas o Mercado de Petrópolis passou. Sabe-se que uma ocorreu em 2008, para a adaptação do mezanino para a realização de eventos culturais e outra em 2010, quando o mezanino foi novamente reformado, em convênio com o Fundação Banco do Brasil, onde foram instaladas rampas e elevadores de acesso para deficientes físicos.

## Atividade cultural
O Mercado Público de Petrópolis é conhecido pela intensa atividade cultural. No local, é realizado desde 2006 o Forró Boca da Noite todas as sextas-feiras.
Em 2007, começou a ser realizado no período, pelos comerciantes do Mercado, o Baile do Mercado de Petrópolis, onde uma personalidade é escolhida para ser homenageada pelos participantes.
No ano de 2008, foi lançado o projeto Mercado Cultural, pela prefeitura, onde toda última quinta-feira do mês é realizada uma apresentação cultural de música, dança ou teatro no Mercado.